# Teddy Smith
Teddy Smith (22. ledna 1932 Washington, D.C. – 24. srpna 1979 tamtéž) byl americký jazzový kontrabasista. Ve druhé polovině padesátých let spolupracoval se Sonny Crissem a v roce 1960 se zpěvačkou Betty Carter. V letech 1961–1962 hrál s Cliffordem Jordanem a následně krátce s Kenny Dorhamem. V letech 1964–1965 hrál se saxofonisou Sonny Rollinsem a také s Horace Silverem. Během své kariéry spolupracoval i s dalšími hudebníky, mezi které patří Slide Hampton, Sonny Simmons nebo Jackie McLean.